# 金花蟲總科
金花虫总科（学名：Chrysomeloidea）也称叶甲总科，鞘翅目多食亚目的一个总科，种类很多，包含7个科63000余种，其中的绝大部分种类属于天牛科（Cerambycidae）和叶甲科（Chrysomelidae）两科。